# Anthothoe
Anthothoe – rodzaj koralowców z rodziny Sagartiidae. Należą tutaj następujące gatunki:
- Anthothoe albens (Stuckey, 1909)
- Anthothoe albocincta (Hutton, 1878)
- Anthothoe australiae (Haddon and Duerden, 1896)
- Anthothoe australiensis Carlgren, 1950
- Anthothoe chilensis
- Anthothoe neozealandica (Carlgren, 1924)
- Anthothoe olivacea (Hemprich and Ehrenberg in Ehrenberg, 1834)
- Anthothoe panamensis Carlgren, 1951
- Anthothoe similis (Haddon and Duerden, 1896)
- Anthothoe stimpsoni (Verrill, 1870)
- Anthothoe vagrans (Stuckey, 1909)